# Nagy Lajos (citerás)
Nagy Lajos (publikált Zalai Nagy Lajos néven) (Botfa, 1939. november 16. – Zalaegerszeg, 2021. január 20.) helytörténész, író, a Válicka Citerazenekar alapítója és Botfa krónikása.

## Élete
Nagy Lajos 1939. november 16-án született Botfán. Parasztcsaládban nőtt fel, az olvasás volt a kedvenc időtöltése. Hétéves korában skarlátból visszamaradt szövődményként szívbillentyű-károsodást szenvedett, ami egész életére rányomta bélyegét. Fiatalkorában versírással próbálkozott, első verse 1963-ban jelent meg a Zalai Hírlapban. Írt még a családja életét taglaló kisebb műveket, novellákat is. Emellett szülőfaluja (Botfa, 1981-től Zalaegerszeg városrésze) közösségi életének élére állt, többek között színjátszókört, kulturális rendezvényeket szervezett. Később a népzene került tevékenységének fókuszába, és ez el is kísérte élete végéig.

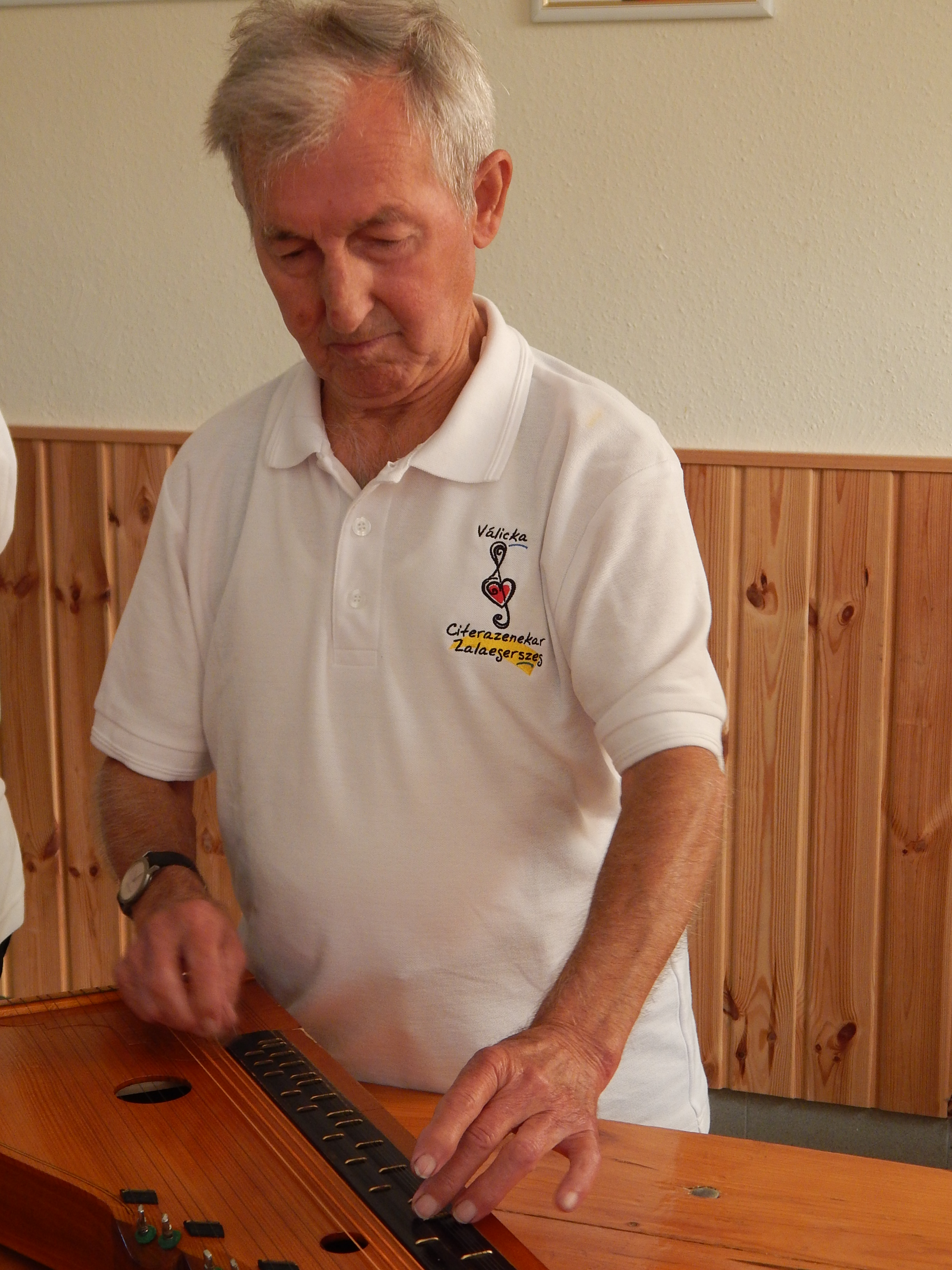
Nagy Lajos citerázik, 2018

László Imréné, akit a botfaiak Panni néniként ismertek, rengeteg népdalt tudott, és 1970-ben elindult az országos Röpülj, páva! népdalversenyen. Panni néni biztatására Nagy Lajos 1976-ban citerazenekart alapított, amely kezdetben öt taggal Panni nénit kísérte. A zenekart a Botfa határában folyó patakról Válicka Citerazenekarnak nevezték. 1979-ben Pribojszky Mátyás citeraművész, 1994-ben Urbán Zoltán citerás inspirálta őket új utak felfedezésére a citerázás területén. Az Urbán-féle új, táncházi stílus komoly sikereket hozott, volt év, amikor 53 alkalommal léptek színpadra.
A citerazenekar működtetésének támogatására 1990-ben megalapították a Válicka Citerabarátok Egyletét. A civil szervezet Nagy Lajos amatőr helytörténész aktív közreműködésével felvállalta Botfa építészeti, környezeti, szellemi, művészeti értékeinek, hagyományainak megmentését is. 1993-ban a zenekar vezetését átadta lányának, Nagy Katalinnak. A Válicka Citerazenekarban 45 év alatt 150 amatőr zenész citerázott, a tanult dalokat 13 órányi CD minőségű hanganyag őrzi.
Nagy Lajos élete utolsó évtizedeit lakóhelye, Botfa történelme feldolgozásának szentelte. Kutatómunkája nyomán számos helytörténeti kiadvány született: a botfai uradalom életéről, a helyi templom történetéről, a botfai határnevekről, a helyi marhaőrzők emlékeiről írt könyveket. Nem maradt ki a történetmesélésből kedves hangszere, a citera múltja, elterjedése és az ehhez köthető helyi vonatkozások sem.

## Novellái
Nagy Lajos novellái az Accordia Kiadó alábbi antológiáiban jelentek meg.

### Az idő fénykörei[2]
- Vitustánc
- A vasfüggöny

### Szavak délkörei[3]
- Székely asszony talizmánja
- Rovátkák életem matematikai egyenesén
- Csak két szó volt: Vsze szabáki
- Fekete ingesek

## Kiadványai

### Virágzik a népdal a Válicka partján (2006)
A Válicka Citerazenekar fennállásának 30. évfordulója alkalmából megjelenő kiadvány.

### Legenda és valóság (2008)
Történelmi morzsák a botfai uradalom évszázadaiból (1548-1945)
A Válicka Citerabarátok által kiadott könyvecske 1548-tól 1945-ig villant fel képeket a botfai uradalom históriájából, köré szőve a történetet a központjához, a kastélyhoz, mely máig őrzi utolsó lakója nevét. A könyvből megismerhetjük a botfai Erdődy–Hüvös-kastély birtokos családjait, valamint bemutatja Botfa 1703-ban kelt pecsétjét, amely kereszt- és szőlőmotívumát tekintve egyedülállónak számít. A kiadványhoz CD-melléklet tartozik, mely zalai népdalokat tartalmaz, botfai szájakból.

### Mit üzennek a citerahúrok? (2011)
35 éves a botfai Válicka Citerazenekar
A citerazenekar 35 éves történetét rendkívül részletesen feldolgozó kötet, melyben a citera eredetéről és történelméről is olvashatunk. "Többféle kényszert is éreztem a könyv megírására. Mindenképpen rögzíteni kívántam a zenekar három és fél évtizedének történetét, mégpedig úgy, hogy ne hasson eseménynaplónak. Az íráshoz ösztönzést, mintegy felhatalmazást adtak azok a hazai és külföldi vélemények, amelyek a hagyományápolásban, a fiatalok népzenei nevelésében végzett tevékenységünket méltatták, elismerték. Itt a városban is olyan emberek éreztek rá ennek fontosságára, akik nélkül nem jutottunk volna idáig. Azt gondoltam, ennek a folyamatnak a megörökítése, dokumentálása nem veszhet el…" mondta az író a kiadványról a megjelenéskor.

### Botfai Mennyei Jeruzsálem (2013)
A botfai, 1796-1800 között felépült Szűz Mária Szent Neve elnevezésű hagymakupolás, műemlék jellegű barokk templom történetét bemutató könyv. Az építéstörténet mellett kiemeli az épület belső berendezését, valamint az itt szolgáló plébánosokról és kántorokról is említést tesz.

### Macska delelőtől Mad Völgyig (2016)
Botfai határnevek
Nagy Lajos egy falubeli barátjának ösztönzésére gyűjtötte össze a botfai határneveket. A Zala Megyei Levéltárban nem talált elég precíz gyűjteményt, így a helybéliek segítségével kiegészítette, valamint megtoldotta a területekhez fűződő történetekkel, legendákkal. Ennek az eredménye lett ez a kiadvány, amely légifotókat és térképeket is tartalmaz, valamint videóanyag is készült hozzá. Balaicz Zoltán, Zalaegerszeg polgármestere a könyv megjelenésekor ezekkel a szavakkal ajánlotta a könyvet: "A kötetet lapozgatva tanúi lehetünk a magyar nyelv sokszínűségének, kifejezőerejének, olvashatunk a török megszállás, vagy akár az első világháború után ránk maradt határnevek eredetéről, megismerhetjük a gazdag szájhagyomány őrizte történeteket."

### Marhaőrzők találkozója Botfán (2018)
Vallomások a gyerekpásztorkodásról
Nagy Lajos ebben a könyvében a gyermekkori pásztorkodás élményeit, emlékeit eleveníti fel. A visszaemlékezéshez találkozót szervezett az egykori, falubeli marhaőrző pajtásoknak, és az itt elhangzottakat jegyezte le és öntötte formába. "Képzeletbeli barangolásunk során, számos érdekes életúttal, vidám és szomorkás történettel találkozunk, bepillantást nyerhetünk szüleink, nagyszüleink dolgos mindennapjaiba" – írta Balaicz Zoltán, Zalaegerszeg polgármestere a könyv megjelenésekor, a kiadvány ajánlásaként.

## Díjai, kitüntetései
- Kitüntetés a közművelődésben végzett kiváló munkáért (1979)
- Zalaegerszegért díj (1998)[5]
- Közösségért Civil Diploma (2011)